# Filip Karađorđević
Filip Karađorđević (Fairfax, 15. siječnja 1982.), sin jugoslavenskog princa Aleksandra II. Karađorđevića, unuk jugoslavenskog kralja Petra II. Karađorđevića i princ nasljednik.
Filip je živio u Virginiji do 1984. godine. Zajedno sa svojim bratom blizancem Aleksandrom krenuo je prvo u vrtić u Londonu. S osam godina Filip je 1990. godine postao učenik jedne od najboljih osnovnih škola u Londonu. U lipnju 2000. godine Filip je maturirao u Kraljevoj školi u Engleskoj, dobivši najbolje ocjene iz tri predmeta (španjolski jezik, politika i geografija). Filip trenutno studira humanističke znanosti. U školskoj 2003. – 2004. godini sudjelovao je u programu razmjene studenata na jednom španjolskom Sveučilištu u Madridu.
Govori engleski, španjolski i francuski, a usavršava svoj srpski jezik.
Trenutno živi u Beogradu.